# PAPARAZZI GIRLFRIEND
《PAPARAZZI GIRLFRIEND》(내여친은 파파라치)는 2018년 1월 30일부터 OnDemandKorea하고 Amazon Prime Video에서 공개된 해외 웹 시리즈이다.